# Marno Plaatjies
Marno Plaatjies (ur. 6 lipca 1992) – południowoafrykański zapaśnik walczący w stylu wolnym. Zajął 29 miejsce na mistrzostwach świata w 2013. Zdobył brązowy medal na mistrzostwach Afryki w 2014 i piąte miejsce w 2013. Trzeci na mistrzostwach Wspólnoty Narodów w 2013 roku.